# جاكي وارنر (سيدة أعمال)
جاكي وارنر (بالإنجليزية: Jackie Warner)‏ هي سيدة أعمال أمريكية، ولدت في 17 أغسطس 1968 في فيربورن في الولايات المتحدة.

## وصلات خارجية
- جاكي وارنر على موقع IMDb (الإنجليزية)
- جاكي وارنر على موقع قاعدة بيانات الفيلم (الإنجليزية)